# Amen (Lucio Dalla)
Amen è un album live di Lucio Dalla, pubblicato nel settembre 1992 per l'etichetta Pressing.
Contiene le canzoni registrate durante il Cambio Tour del 1991 e la title track inedita. Tutti gli altri brani sono stati registrati dal vivo, durante i concerti di Bologna (8 aprile 1991), di Torino (10 settembre 1991) e di Genova (11 settembre 1991). 
È presente anche il brano Il mostro, interpretato da Samuele Bersani, giovane cantautore scoperto da Dalla.

## Tracce
1. Amen (L. Dalla, M. Malavasi)
2. Quale allegria (L. Dalla)
3. Denis (L. Dalla)
4. Felicità (L. Dalla)
5. Nuvolari (L. Dalla, R. Roversi)
6. Il mostro (S. Bersani)
7. Com'è profondo il mare (L. Dalla)
8. Washington (L. Dalla, T. Ferro)
9. C'era un ragazzo... (F. Migliacci, M. Lusini)
10. Attenti al lupo (R. Cellamare)
11. Apriti il cuore (L. Dalla)

## Musicisti
- Lucio Dalla - voce, sax
- Bruno Mariani - chitarra
- Beppe D'Onghia, Aldo Fedele - tastiera
- Giovanni Pezzoli - batteria
- Massimo Sutera - basso
- Sergio Piccinini - batteria in Quale allegria
- Iskra Menarini, Carolina Balboni, Riccardo Majorana - cori

Produzione
- Mauro Malavasi – Missaggio

## Classifiche

### Classifiche settimanali
| Classifica (1992) | Posizione massima |
| ----------------- | ----------------- |
| Europa            | 72                |
| Italia            | 6                 |

### Classifiche di fine anno
| Classifica (1992) | Posizione |
| ----------------- | --------- |
| Italia            | 50        |